# Song.null.vier
Die Österreichische Vorentscheidung zum Eurovision Song Contest 2004 fand am 5. März 2004 unter dem Titel song.null.vier statt. Tie Break gewann und vertrat Österreich in Istanbul, wo sie den 21. Platz erreichten.

## Format

### Konzept
Der dritte österreichische Vorentscheid in Folge nach 2002 und 2003. Die Anzahl der Beiträge blieb bei 10 Liedern, aber der Abstimmungsmodus veränderte sich. Es gab zwar wieder ein Tele- und ein SMS-voting, aber die Trennung zwischen Frauen und Männer wurde abgeschafft. 9 Beiträge kamen von Plattenlabel – ein Beitrag kam von einem Newcomer und wurde über eine "Wildcard" vom ORF ausgewählt.
Oliver Auspitz und Boris Uran übernahmen die Moderation der Show.

### Teilnehmer
Mit Waterloo & Robinson nahm ein Gesangsduo am Vorentscheid teil, das Österreich bereits beim Eurovision Song Contest 1976 vertreten hatte. Es konnte sich aber nicht durchsetzen und belegte den zweiten Platz.
André Leherb ging mit einem unveröffentlichten Lied von Falco an den Start. Ronnie Rocket, der den Text für das Lied geschrieben hatte, war im September 2003 auf den Sänger aufmerksam geworden.
Nach dem Sieg von Tie Break gab es von Seiten des Duos und von Dieter Bohlen Plagiatsvorwürfe gegen das Gewinnerlied. Darüber hinaus wurde Tie Break ein Regelbruch vorgeworfen, weil das Lied 9 Sekunden länger war als 3 Minuten.

### Voting
| Platz | Startnr. | Interpret           | Lied                     | Televoting | Televoting |
| Platz | Startnr. | Interpret           | Lied                     | Stimmen    | Prozent    |
| ----- | -------- | ------------------- | ------------------------ | ---------- | ---------- |
| 01.   | 10       | Tie Break           | Du bist                  | 82.203     | 32 %       |
| 02.   | 06       | Waterloo & Robinson | You Can Change The World | 54.901     | 21 %       |
| 03.   | 08       | Ide                 | Link Love                | 26.917     | 10 %       |
| 04.   | 05       | 5 in Love           | Rich White Man           | 26.490     | 10 %       |
| 05.   | 04       | Rob Davis           | Good To See You          | 22.389     | 8 %        |
| 06.   | 01       | Daniel Djuric       | Millionaire              | 20.934     | 8 %        |
| 07.   | 02       | Zabine              | Shine On                 | 13.840     | 5 %        |
| 08.   | 04       | Elnaz               | Hold Me                  | 8.974      | 3 %        |
| 09.   | 09       | André Leherb        | Sexuality                | 5.119      | 2 %        |
| 10.   | 03       | Mizan               | My Istanbul              | 2.776      | 1 %        |